# Windröschen
Die Windröschen (Anemone) bilden eine Pflanzengattung innerhalb der Familie der Hahnenfußgewächse (Ranunculaceae). Zu dieser Gattung zählen 100 bis 150 Arten, die vor allem auf der Nordhalbkugel und dort schwerpunktmäßig in den gemäßigten Gebieten Asiens heimisch sind.

## Beschreibung im nicht mehr gültigen Umfang der GattungAnemone

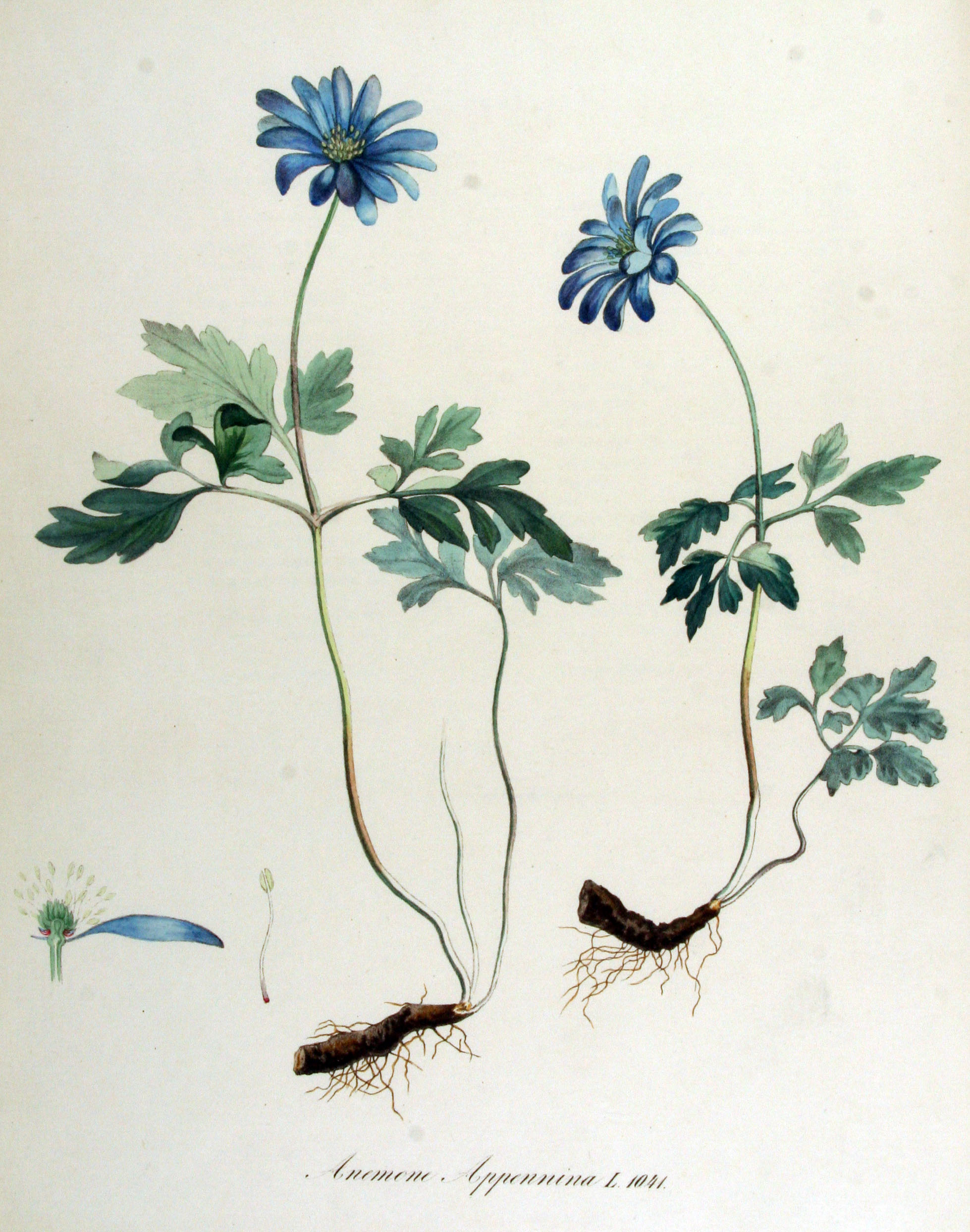
Illustration des Apennin-Windröschen (Anemone apennina) in Flora Batava, Volume 14

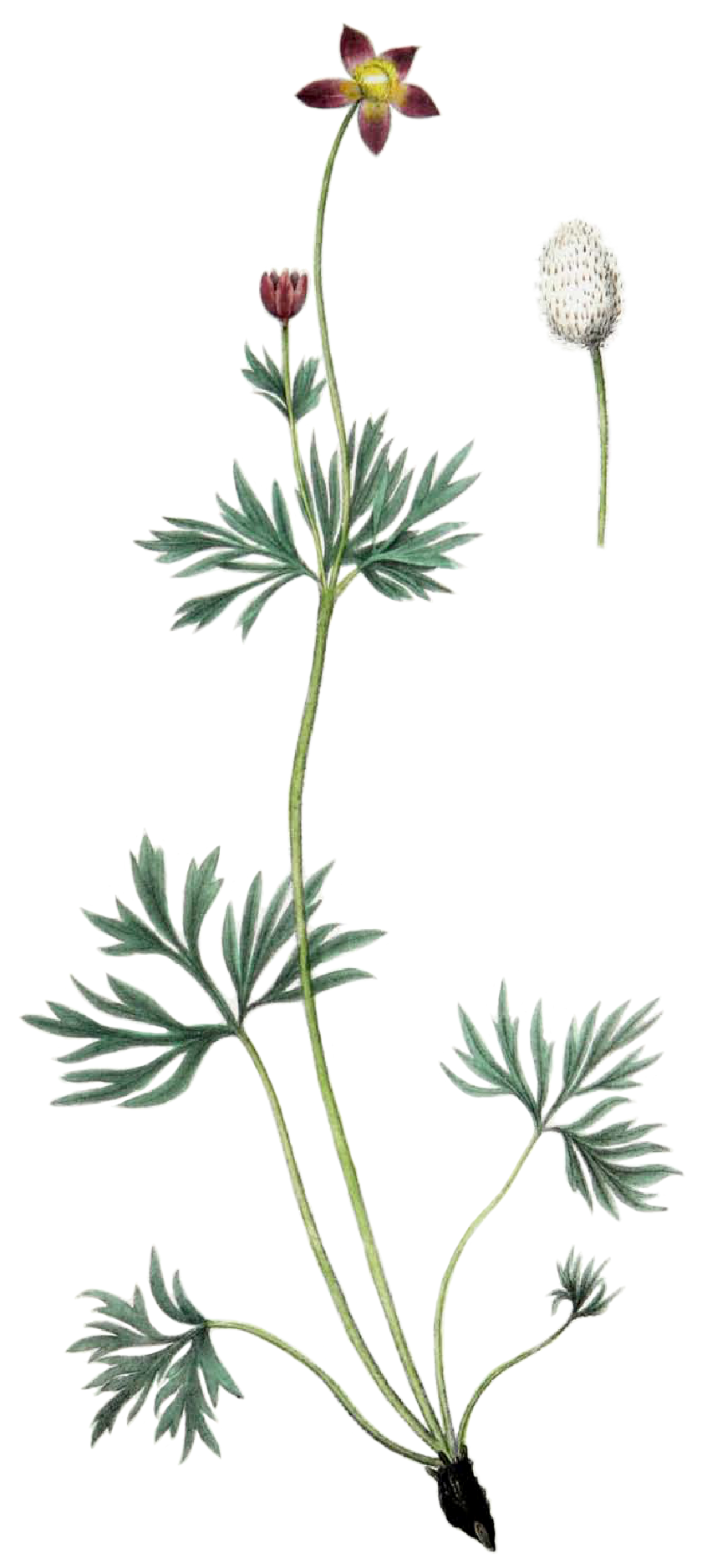
Illustration des Pazifischen Windröschen (Anemone multifida) in John Torrey: A Flora of the State of New York, 1843

### Vegetative Merkmale
Anemone-Arten wachsen als ausdauernde, krautige Pflanzen, je nach Art können sie sehr unterschiedliche Wuchshöhen (10 bis 60 Zentimeter) erreichen. Es werden Rhizome oder Knollen als Überdauerungsorgane gebildet.
Die meist vielen Laubblätter sind meist nur grundständig; zur Blütezeit fehlen die Grundblätter bei einigen Arten. Die Grundblätter sind in Blattstiel und -spreite gegliedert. Die einfache oder zusammengesetzte Blattspreite kann gelappt oder geteilt sein. Die Blattränder sind glatt bis gezähnt.

### Generative Merkmale
Am aufrechten Stängel befindet sich je nach Art in unterschiedlicher Höhe ein Quirl (Wirtel) meist zwei bis sieben, selten bis zu neun einfache oder zusammengesetzte laubblatt- oder kelchblattähnlichen Hochblättern. Die endständigen, zymösen oder doldigen Blütenstände enthalten manchmal ein, meist zwei bis sieben, selten bis zu neun Blüten. Die Blütenstiele verlängern sich bis zur Fruchtreife.
Die zwittrigen Blüten sind radiärsymmetrisch. Die 4 bis 20 (selten bis 27) freien Blütenhüllblätter sind 1,5 bis 40 Millimeter lang. Die Farben der Blütenhüllblätter reichen von weiß über rosafarben bis rot, von violett bis blau, grün und gelb. Nektarien sind vorhanden. Es sind 10 bis 200 Staubblätter vorhanden. Es sind viele freie Fruchtblätter vorhanden, die jeweils nur eine Samenanlage enthalten. Ein Griffel ist ausgebildet.
Je Blüten werden viele, gestielte oder ungestielte, eiförmige bis verkehrt-eiförmige Früchte (Balgfrüchte oder Nüsschen) gebildet. Die Früchte sind bis zu 40, selten bis zu 50 Millimeter lang und manchmal behaart. Auf den Früchten ist meist der Griffel noch gut erkennbar.

## Inhaltsstoffe und Giftigkeit
Die Inhaltsstoffe und ihre Wirkungen werden für einzelne Arten untersucht. Die Ergebnisse gelten nicht für alle Anemone-Arten. An Inhaltsstoffen wurde ermittelt Anemonin, Protoanemonin sowie Ranunculin, die als Phytotoxine gelten.
Das Lacton Protoanemonin kommt als Toxin in Hahnenfußgewächsen vor. Das schwach giftige Protoanemonin wird beim Erhitzen oder bei der Trocknung zu ungefährlichen Anemonin, die beide eine bakterizide und fungizide Wirkung haben. Deshalb wurden Anemone-Arten früher bei Infektionskrankheiten verwendet.

## Systematik und Verbreitung

### Taxonomie
Die Erstveröffentlichung der Gattung Anemone erfolgte durch Carl von Linné 1753 in Species Plantarum, Tomus I, Seite 538 und 1754 in Genera Plantarum, 5. Auflage, Seite 241. Anemone nom. cons. wurde mit einem konservierten Typus konserviert in Shenzhen Internationaler Code der Nomenklatur für Algen, Pilze und Pflanzen ICN Artikel 14.9 & App. III. Als Lectotypus wurde 1913 Anemone coronaria durch Britton und Brown in Ill. Fl. N.U.S. 2. Auflage, 2, Seite 97 festgelegt. Gattungsname und Lectotypus wurdeh durch C. E. Jarvis: Seventy-two proposals for the conservation of types of selected Linnaean generic names, the report of Subcommittee 3C on the lectotypification of Linnaean generic names. in Taxon, Volume 41, Issue 3, 1992, Seite 557 konserviert.
Der botanische Gattungsname Anemone geht auf die Antike zurück. Plinius der Ältere bringt ihn mit dem griechischen anemos für „Wind“ in Verbindung. Anemona war auch eine Nymphe am Hofe der Göttin Flora. Der Sage nach soll sich Floras Gatte Zephyr, der Gott des Windes, in Anemona verliebt haben, worauf sie von der eifersüchtigen Göttin in eine Blume verwandelt wurde. Man nimmt aber eher an, dass der Name Anemone auf ein arabisches Wort für Adonis, nämlich an-nu'mān (= Blut) zurückzuführen ist und eine rotblühende Pflanzenart bezeichnet.

### Äußere Systematik und botanische Geschichte
Die Gattung Anemone nom. cons. gehört zur Tribus Anemoneae innerhalb der Familie der Ranunculaceae. Der Umfang der Gattungen innerhalb der Tribus Anemoneae wird kontrovers diskutiert. Hoot al. gehen 2012 davon aus, dass etwa 200 Arten in eine artenreiche Gattung Anemone s. l. mit einigen Untergattungen, Sektionen, Untersektionen und Serien gehören.
Es gab früh unterschiedliche Auffassungen über den Umfang der Gattung Anemone. Schon ein Jahr nachdem Linné 1753 die Gattung Anemone aufgestellte, hat Miller 1754 Gardeners Dictionary ..., 4. Auflage von der Gattung Anemone die Gattungen Pulsatilla Mill., Hepatica Mill. sowie Anemonoides Mill. abgetrennt. Kurz danach hat Adanson 1763 die nah verwandte Gattung Oriba Adans. aufgestellt. Jussieu fasste 1789 den Umfang Gattung Anemone wie Linné auf. Candolle erarbeitete 1817, 1824 die erste systematische Abhandlung der Gattung Anemone, bei der er Hepatica als eigenständige Gattung darstellte und Anemone, Hepatica, Knowltonia Salisb., Thalictrum L., Hydrastis L. sowie Hamadryas Comm. & H.Lév. und einige andere in die Tribus Anemoneae DC. stellte; dabei gab es bei ihm in dieser Verwandtschaftsgruppe sechs Gruppen: Anemonanthea DC., Anemonospermos DC., Omalocarpus DC., Pulsatilloides DC., Pulsatilla DC. sowie Preonanthus DC. Die detaillierteste Systematik der Gattung Anemone s. l. erstellte Ulbrich 1905, 1906 mit 76 Arten weltweit; er anerkannte die Gattungen Pulsatilla, Knowltonia, Barneoudia sowie Capethia, aber bezeichnete Hepatica als Untergattung von Anemone. In der Untergattung Euanemone verzeichnete Ulbrich die sechs Sektionen: Anemonanthea DC., Omalocarpus DC., Pulsatilloides DC., Anemonidium Spach, Eriocephalus Hook. f. & Thomson, Rivularidium Jancz und vier Untersektionen und 17 Serien. Erst Tamura gliederte diese Verwandtschaftsgruppe 1967 neu. Nach Tamura wurde die Gattung Anemone s. l. weiter aufgegliedert. Durch Starodubtsev 1989, 1991 gab es eine weitere wichtige Revision der Gattung Anemone s. l. Viele Fragen zur Systematik der Gattung Anemone s. l. blieben auch bis zum Beginn des 21. Jahrhunderts offen.
Mosyakin 2016 legt dar, dass eine Gattung Anemone s. str. mit deutlich kleinerem Umfang geben soll. Molekulargenetische Daten zeigen auch bei Jiang et al. 2017, dass die Tribus Anemoneae überarbeitet werden muss und dass die Gattung Anemone s. l. im bisherigen Umfang nicht monophyletisch ist. Bei Liu et al. wird 2018 die Innere Systematik und werden die Gattungen der Tribus Anemoneae diskutiert.
Hu et al. kommen 2024 zu folgender Einschätzung: Die Gattung Hepatica gilt als monophyletische Gruppe. Anemone s. l. ist paraphyletisch im phylogenetischen Baum. Die Hepatica + Anemone Klade und die Anemoclema + Clematis Klade weisen eine Schwesterverwandtschaft innerhalb des Tribus Anemoneae auf.

### Arten und ihre Verbreitung
Die je nach Autor 100 bis 150 Arten sind weltweit auf allen Kontinenten verbreitet, außer auf Antarktika. Hauptsächlich liegen die Areale in den Gemäßigten Gebieten. In China werden 2001 etwa 53 Arten verzeichnet, 22 davon gibt es nur dort. In Nordamerika kommen etwa 25 Arten vor. In Europa gibt es etwa 17 Arten.
| Es gibt etwas mehr als 100 Anemone s. str. |
| - Anemone afghanica Podlech: Sie kommt vom östlichen bis südöstlichen Afghanistan vor. - Anemone alaschanica (Schipcz.) Borodina (Syn.: Anemone narcissiflora var. alaschanica Schipcz.): Sie kommt in der Mongolei sowie in der Inneren Mongolei vor. - Altai-Windröschen (Anemone altaica Fischer ex C.A.Meyer): In Asien kommt sie im Altai-Gebirge vor und sie kommt im europäischen Teil Russlands vor. - Anemone amurensis (Korsh.) Kom.: Sie kommt in Nordkorea, Russlands Fernem Osten und in den chinesischen Provinzen östliches Heilongjiang, östliches Jilin sowie im Fengcheng Xian im östlichen Liaoning vor. - Anemone angustiloba H.Eichler - Apennin-Windröschen (Anemone apennina L.): Sie kommt in Italien, auf Sizilien, Korsika und auf der Balkanhalbinsel von Kroatien bis Bulgarien und Griechenland vor. - Anemone baissunensis Juz. ex M.M.Sharipova - Anemone baizhishanica W.T.Wang: Sie wurde 2021 aus der chinesischen Provinz Chongqing erstbeschrieben. - Tiroler Windröschen (Anemone baldensis L.): Es gibt Fundortangaben für Frankreich, Deutschland, Österreich, Liechtenstein, die Schweiz, Monaco, Italien, Slowenien, Kroatien, Bosnien und Herzegowina, Montenegro und Rumänien. - Balkan-Windröschen, auch Strahlen-Anemone genannt (Anemone blanda Schott & Kotschy): Sie kommt von Albanien, Bulgarien, Nordmazedonien und Griechenland, Zypern über die Türkei bis zum Kaukasusraum und Syrien vor. In Mittel- und Nordeuropa ist es ein Neophyt. - Anemone banketovii Rukšāns: Sie wurde 2018 aus Sibirien erstbeschrieben. - Anemone baoxingensis W.T.Wang: Sie wurde 2021 aus der chinesischen Provinz Chongqing erstbeschrieben. - Anemone begoniifolia H.Lév. & Vaniot - Anemone berlandieri Pritz.: Sie kommt in den US-Bundesstaaten Kansas, Oklahoma, Alabama, Arkansas, Florida, Louisiana, North Carolina, South Carolina, Virginia, Mississippi sowie Texas und im nördlichen Mexiko vor. - Anemone biflora DC.: Es gibt seit 2007 drei Varietäten: - Anemone biflora DC. var. biflora - Turkestan-Windröschen (Anemone biflora var. eranthioides (Regel) Ziman, Syn.: Anemone eranthioides Regel): Sie kommt in Zentralasien vor. - Anemone biflora var. gortschakowii (Kar. & Kir.) Sinno: Sie wurde 2007 erstbeschrieben. - Balkan-Windröschen, auch Strahlen-Anemone genannt (Anemone blanda Schott & Kotschy): Sie kommt von Albanien, Bulgarien, Nordmazedonien und Griechenland, Zypern über die Türkei bis zum Kaukasusraum und Syrien vor. In Mittel- und Nordeuropa ist es ein Neophyt. - Anemone bomiensis W.T.Wang: Sie wurde 2021 aus Tibet erstbeschrieben. - Anemone brachystema W.T.Wang: Sie wurde 2014 aus Tibet erstbeschrieben. - Anemone brevistyla C.C.Chang ex W.T.Wang: Dieser Endemit gedeiht im Gebüsch an Fließgewässern in Höhenlagen von etwa 1800 Metern nur im Dujiang Yan Shi sowie Tianquan Xian im zentralen Sichuan. - Anemone bucharica (Regel) Juz. - Anemone caerulea DC.: Sie kommt beispielsweise in Russland vor. - Carolina-Anemone (Anemone caroliniana Walter): Sie kommt in den US-Bundesstaaten Illinois, Iowa, Kansas, Minnesota, Missouri, Nebraska, Oklahoma, South Dakota, Wisconsin, Alabama, Arkansas, Georgia, Louisiana, South Carolina, Mississippi, Tennessee sowie Texas vor. - Anemone cathayensis Kitag. ex Tamura - Kaukasus-Windröschen (Anemone caucasica Willd. ex Rupr.): Sie kommt vom asiatischen Teil der Türkei bis zum Kaukasusraum vor. - Kronen-Anemone, auch Garten-Anemone genannt (Anemone coronaria L. nom. cons.): Sie ist im Mittelmeerraum und in Kleinasien weitverbreitet. - Prärie-Anemone (Anemone cylindrica A.Gray): Sie gedeiht in trockenen lichten Wäldern, in Prärien, auf Weiden, an Straßenrändern in Höhenlagen von 300 bis 3000 Metern in Nordamerika in Kanadas und in den USA. - Anemone daofuensis W.T.Wang: Sie wurde 2021 aus der chinesischen Provinz Sichuan erstbeschrieben. - Anemone davidii Franch.: Sie gedeiht in Höhenlagen von 1000 bis 3500 Metern im Mêdog Xian im südöstlichen Tibet und in den chinesischen Provinzen Guizhou, westliches Hubei, westliches Hunan, Sichuan sowie nordwestliches Yunnan. - Anemone debilis Fisch. ex Turcz. - Kordilleren-Windröschen (Anemone decapetala Ard.) (Südamerika) - Anemone delavayi Franch.: Die zwei Varietäten kommen in den chinesischen Provinzen südwestliches Sichuan sowie nordwestliches Yunnan vor. - Drummonds Windröschen (Anemone drummondii S.Watson): Es gibt zwei Varietäten im westlichen Nordamerika von Alaska über Kanada bis zu den westlichen US-Bundesstaaten. - Anemone edwardsiana Tharp: Dieser Endemit kommt nur auf dem Edwards Plateau in Texas vor. - Anemone exigua Maxim.: Die zwei Varietäten kommen in Taiwan und in den chinesischen Provinzen südliches Gansu, östliches Qinghai, südliches Shanxi, westliches Sichuan sowie nordwestliches Yunnan vor. - Anemone filisecta C.Y.Wu & W.T.Wang: Sie wurde 1974 aus dem südlichen Yunnan erstbeschrieben. Dieser Endemit gedeiht nur an grasisgen Standorten an Fließgewässern im Jinghong Xian sowie Mengla Xian. - Anemone flexuosissima Rech. f. - Anemone fugongensis W.T.Wang: Sie wurde 2021 aus der chinesischen Provinz Yunnan erstbeschrieben. - Anemone fulingensis W.T.Wang & Z.Y.Liu: Sie wurde 2007 erstbeschrieben. Sie wurde bisher nur in einem schattigen, feuchten Mischwald am Hang in einer Höhenlage von etwa 1420 Metern in Fuling in der chinesischen Provinz Chongqing gefunden. - Anemone fuscopurpurea H.Hara: Dieser Endemit gedeiht in Höhenlagen von 3600 bis 4400 Metern nur im östlichen Nepal. - Anemone galonglashanica W.T.Wang: Sie wurde 2021 aus Tibet erstbeschrieben. - Anemone glazioviana Urb. - Anemone gonggaensis W.T.Wang: Sie wurde 2021 aus der chinesischen Provinz Sichuan erstbeschrieben. - Anemone grayi Behr & Kellogg: Sie gedeiht in Höhenlagen von 100 bis 900 Metern in den westlichen US-Bundesstaaten Oregon sowie Kalifornien. - Anemone griffithii Hook. f. & Thomson: Sie kommt im Guan Xian sowie Nanchuan Xian im zentralen sowie südöstlichen Sichuan, im südlichen Tibet, in Bhutan, im nördlichen Indien und vielleicht in Nepal sowie Sikkim vor. - Anemone hokouensis C.Y.Wu ex W.T.Wang: Dieser Endemit gedeiht in Bergregionen in einer Höhenlage von etwa 1200 Metern nur im Hekou Yao Zu Zizhixian im südöstlichen Yunnan. - Stern-Anemone (Anemone hortensis L.): Es gibt zwei Unterarten: - Anemone hortensis L. subsp. hortensis: Sie kommt von Frankreich, Korsika, Italien, Sardinien, Sizilien, Slowenien, Kroatien, Albanien und Kreta vor. - Anemone hortensis subsp. pavonina (Lam.) Arcang. (Syn.: Anemone pavoniana Boiss.): Dieser Endemit kommt nur in Spanien im Kantabrischen Gebirge vor. - Anemone howellii Jeffrey & W.W.Sm.: Sie kommt im nordöstlichen Indien, nördlichen Myanmar und in den chinesischen Provinzen nordwestliches Guangxi sowie südöstliches bis westliches Yunnan vor. - Anemone imperialis Kadota - Anemone irinae Stepanov - Anemone jenisseensis (Korsh.) Krylov & Steinb.: Sie kommt vom europäischen Teil Russlands bis Ostasien vor. - Anemone juzepczukii Starod. - Anemone koraiensis Nakai; Sie kommt nur auf der Koreanischen Halbinsel vor. - Anemone lacerata (Y.L.Xu) Luferov - Anemone laceratoincisa W.T.Wang: Dieser Endemit kommt nur im Wen Xian im südlichen Gansu vor. - Anemone lancifolia Pursh: Sie kommt in einige östlichen US-Bundesstaaten vor. - Anemone liangshanica W.T.Wang - Anemone lithophila Rydb. - Anemone ludingensis W.T.Wang: Sie wurde 2021 aus der chinesischen Provinz Sichuan erstbeschrieben. - Anemone lutienensis W.T.Wang - Anemone milinensis W.T.Wang: Sie wurde 2013 aus Tibet erstbeschrieben. - Anemone minima DC. - Anemone motuoensis W.T.Wang: Sie wurde 2014 aus Tibet erstbeschrieben. - Pazifisches Windröschen (Anemone multifida Poir.): Die etwa sechs Varietäten sind von Alaska über Kanada bis zu den USA verbreitet und kommen im gemäßigten südlichen Südamerika vor. - Buschwindröschen, volkstümlich auch „Hexenblume“ (Anemone nemorosa L.) Sie ist in Eurasien weitverbreitet. - Anemone nikoensis Maxim. - Anemone nutantiflora W.T.Wang & L.Q.Li - Anemone ochotensis (Fisch. ex Pritz.) Debroe - Anemone okennonii Keener & B.E.Dutton: Sie gedeiht in Höhenlagen von 500 bis 1500 Metern nur in Texas. - Anemone oregana A.Gray: Sie kommt in den westlichen US-Bundesstaaten vor. - Anemone orthocarpa Hand.-Mazz.: Dieser Endemit kommt nur im Xingyi Xian im südwestlichen Guizhou vor. - Westmediterrane Anemone oder Handförmige Anemone (Anemone palmata L.): Sie kommt in Tunesien, Algerien, Marokko, Gibraltar, Spanien, Portugal, Sardinien und Sizilien vor, früher auch in Frankreich. - Anemone parviflora Michx.: Sie ist in Nordamerika und Asien verbreitet. - Pfauen-Anemone (Anemone pavonina Lam.): Sie kommt von Albanien, Bulgarien, Nordmazedonien und Griechenland bis zur Türkei vor. - Anemone pendulisepala Y.N.Lee: Sie wurde 2017 aus Korea erstbeschrieben. - Anemone petiolulosa Juz. - Anemone piperi Rydb.: Sie gedeiht in Höhenlagen von 400 bis 3000 Metern in Nordamerika in einigen Gebieten in British Columbia, Idaho, Montana, Oregon, Utah sowie Washington. - Anemone poilanei Gagnep. - Anemone pseudoaltaica H.Hara - Anemone quinquefolia L.: Sie ist in Nordamerika verbreitet. - Fasan Windröschen (Anemone raddeana Regel): Sie kommt in Japan, Korea, in Russlands Fernem Osten und in zwei Varietäten in den chinesischen Provinzen Heilongjiang, östliches Jilin, Liaoning, östliches Shandong sowie nördliches Zhejiang vor. - Gelbes Windröschen (Anemone ranunculoides L.) Sie ist in Eurasien weitverbreitet. - Anemone raui Goel & U.C.Bhattach. - Rückwärtsgebogene Anemone (Anemone reflexa Stephan ex Willd.): Sie kommt von Russland bis Ostasien vor. - Anemone robusta W.T.Wang: Dieser Endemit gedeiht in Bergtälern in Höhenlagen von 2500 bis 3000 Metern nur im Weixi Lisu Zu Zizhixian im nordwestlichen Yunnan. - Anemone robustostylosa R.H.Miao - Anemone scabriuscula W.T.Wang - Anemone seravschanica Kom. - Anemone somaliensis Hepper - Anemone souliei Franch. - Anemone soyensis H.Boissieu - Anemone stenosepala W.T.Wang: Sie wurde 2021 aus der chinesischen Provinz Yunnan erstbeschrieben. - Anemone stolonifera Maxim. Sie kommt in Korea, Japan, Taiwan und im östlichen Heilongjiang vor. - Anemone sumatrana de Vriese - Großes Windröschen (Anemone sylvestris L.) Sie ist in Eurasien weitverbreitet, kommt aber im Mittelmeerraum kaum vor. - Anemone taipaiensis W.T.Wang: Dieser Endemit gedeiht an grasigen oder steinigen Hängen in Höhenlagen von 2900 bis 3700 Metern nur im Qin Ling sowie Taibai Shan im südlichen Shaanxi. - Anemone tamarae Kharkev. - Anemone thomsonii Oliv.: Sie kommt in größeren Höhenlage im tropischen Ostafrika: Äthiopien, Tansania, Kenia, in der Demokratischen Republik Kongo sowie im Sudan vor. - Anemone tibetica W.T.Wang: Dieser Endemit gedeiht entlang von Fließgewässern in Tälern in einer Höhenlage von etwa 3100 Metern nur im Lang Xian im südöstlichen Tibet. - Dreiblatt-Windröschen (Anemone trifolia L.): Sie kommt von der Iberischen Halbinsel über Frankreich bis Italien, Slowenien, Kroatien, Ungarn und Finnland vor. - Anemone trifoliolata W.T.Wang: Sie wurde 2021 aus der chinesischen Provinz Sichuan erstbeschrieben. - Anemone triternata Vahl - Anemone truncata (H.F.Comber) Luferov - Anemone tschernaewii Regel: Sie kommt im Iran, in Tadschikistan, Pamir-Alai, Afghanistan, Pakistan sowie Kaschmir vor. - Anemone tuberosa Rydb.: Sie ist von den US-Bundesstaaten Arizona, Nevada, Utah, Kalifornien, Texas sowie New Mexico bis ins nördliche Mexiko verbreitet. - Anemone udensis Trautv. & C.A.Mey.: Sie kommt in Russlands Fernem Osten, in Nordkorea und im östlichen Teil der chinesischen Provinz Jilin vor. - Anemone umbrosa C.A.Mey.: Sie kommt in Russlands Fernem Osten, in Nordkorea und in den chinesischen Provinzen Heilongjiang, Jilin sowie Liaoning vor. - Anemone uralensis Fisch. ex DC.: Sie kommt vom europäischen Teil Russlands bis zum Ural vor. - Virginia-Anemone, Riff-Windröschen (Anemone virginiana L., Syn.: Anemone riparia Fernald): Die drei Varietäten gedeihen von 0 bis 3000 Meter in weiten Teilen Nordamerikas. - Anemone xingyiensis Q.Yuan & Q.E.Yang: Sie wurde 2009 erstbeschrieben und gedeiht in Höhenlagen von etwa 1000 Metern in der chinesischen Provinz Guizhou. - Anemone zheduoshanica W.T.Wang: Sie wurde 2021 aus der chinesischen Provinz Sichuan erstbeschrieben. |

| Hybriden |
| - Anemone ×brecklei Rech. f. - Anemone ×fulgens (DC.) J.Gay (Anemone hortensis × Anemone pavonina) - Anemone ×gokayamensis M.Sugim., Tak.Sato & Naruh. - Anemone ×korzchinskyi E.G.Camus - Anemone ×lesseri H.R.Wehrh. (Anemone multifida × Anemone sylvestris) - Anemone ×lipsiensis Beck (Anemone nemorosa × Anemone ranunculoides, Syn.: Anemone ×intermedia Winkl. ex Pritz., Anemone ×seemenii E.G.Camus) - Anemonoides ×pittonii Holub (Anemonoides nemorosa × Anemonoides trifolia) - Anemonoides ×volgensis Luferov |

### FrühereAnemone-Arten in anderen Gattungen
| Nicht mehr zur Gattung Anemone gehören beispielsweise: |
| Die je nach Autor sechs bis acht Arten der Gattung Hepatica mit dem in Europa heimischen Leberblümchen (Anemone hepatica) und Hepatica nobilis sowie Hepatica transsylvanica aus Rumänien und vier Arten aus eng umgrenzten Arealen in Ostasien: Hepatica falconeri, Hepatica henryi, Hepatica maxima sowie Hepatica yamatutai waren nach Hoot al. 1994 in die Gattung Anemone eingegliedert. Die Arten der Gattung Anemonastrum Holub (Syn.: Anemonidium (Spach) Holub, Homalocarpus Schur nom. illeg., Jurtsevia Á.Löve & D.Löve), deren Arten in Eurasien verbreitet sind: - Baikal-Windröschen (Anemone baicalensis Turcz. & Ledeb.): Sie kommt in Ostsibirien, Nordkorea, in der Mongolei und in den chinesischen Provinzen südliches Gansu, östliches Heilongjiang, Jilin, Liaoning, südliches Shanxi, zentrales sowie nordwestliches Sichuan und in Yunnan vor. → Anemonastrum baicalense (Turcz.) Mosyakin - Kanada-Buschwindröschen (Anemone canadensis L.): Sie ist in Nordamerika in Kanada sowie den USA verbreitet und ist in Skandinavien ein Neophyt. → Anemonastrum canadense (L.) Mosyakin - Anemone dichotoma L.: Sie kommt vom europäischen Teil Russlands bis Ostasien vor. → Anemonastrum dichotomum (L.) Mosyakin - Schlaffes Windröschen (Anemone flaccida F.Schmidt): Es kommt in Russlands Fernem Osten, auf Sachalin, in Japan und in China in vier Varietäten vor. → Anemonastrum flaccidum (Fr.Schmidt) Mosyakin - Narzissen-Windröschen oder Berghähnlein (Anemone narcissiflora L.) → Anemonastrum narcissiflorum (L.) Holub - Stumpflappige Anemone (Anemone obtusiloba D.Don): Sie kommt in etwa drei Unterarten in Afghanistan, Pakistan, Bhutan, im nördlichen Indien, in Kaschmir, Nepal, Sikkim, Myanmar, in der Mongolei, im östlichen sowie südlichen Tibet und in den chinesischen Provinzen südwestliches Sichuan sowie westliches Yunnan vor. → Anemonastrum obtusilobum (D.Don) Mosyakin - Vielblütiges Windröschen (Anemone polyanthes D.Don) (östlicher Himalaya und Pakistan) → Anemonastrum polyanthes (D.Don) Holub - Richardson-Anemone (Anemone richardsonii Hook.) (Arktisches Nordamerika, Grönland, Kamtschatka, Arktisches Sibirien) → Anemonastrum richardsonii (Hook.) Mosyakin - Westhimalaische Anemone (Anemone tetrasepala Royle): Sie gedeiht in Tannenwäldern, auf alpinen Matten, an felsigen Bachufern in Höhenlagen von 2100 bis 3600 Metern im westlichen Himalaja (Afghanistan, Kaschmir, Nordwestindien, Pakistan). → Anemonastrum tetrasepalum (Royle) Holub Die Arten der Gattung Knowltonia Salisb. (Syn: Anemone sect. Pulsatilloides, Anamenia Vent., Barneoudia Gay, Capethia Britton nom. superfl., Oreithales Schltdl.., Thebesia Neck.) (Auswahl), deren Arten im Südlichen Afrika, in Südamerika, eine in Nordamerika und eine in Tasmanien: - Mexikanisches Windröschen (Anemone mexicana Humb., Bonpl. & Kunth) (Mexiko) → Knowltonia mexicana (Kunth) Christenh. & Byng Die Arten der Gattung Eriocapitella Nakai: - Herbstanemone (Anemone hupehensis (E.Lémoine) E.Lémoine): Sie kommt ursprünglich gedeiht in Höhenlagen von 400 bis 2600 Metern in Taiwan und in den chinesischen Provinzen im nördlichen Guangdong, im nördlichen Guangxi, in Guizhou, im westlichen Hubei, im südlichen Shaanxi, in Jiangxi, Sichuan, Yunnan und im östlichen Zhejiang (nur auf dem Tiantai Shan) vor. → Eriocapitella hupehensis (É.Lemoine) Christenh. & Byng - Anemone rivularis Buch.-Ham. ex DC. (Syn.: Anemone leviellei Ulbr., Anemone rivularis var. flore-minore Maxim.): Sie kommt in Sri Lanka, in Indien, Bhutan, Nepal, Sikkim, auf Sumatra, in der Inneren Mongolei, östlichen bis südlichen Tibet und in den chinesischen Provinzen westliches Xinjiang, südwestliches Gansu, westliches Guangxi, Guizhou, Hebei, Henan, südwestliches Hubei, Ningxia, südöstliches Qinghai, Shaanxi, Sichuan sowie Yunnan vor. → Eriocapitella rivularis (Buch.-Ham. ex DC.) Christenh. & Byng - Felsen-Windröschen (Anemone rupicola Cambess.): Es kommt im Himalaja, in Tibet und in den chinesischen Provinzen Sichuan sowie Yunnan vor. → Eriocapitella rupicola (Cambess.) Christenh. & Byng - Filzblättrige Anemone (Anemone tomentosa (Maxim.) C.Pei): Sie gedeiht in Grasfluren in Höhenlagen von 700 bis 3400 Metern in den chinesischen Provinzen Hebei, Henan, Hubei, Qinghai, Shanxi sowie Sichuan. → Eriocapitella tomentosa (Maxim.) Christenh. & Byng - Löffelblättrige Anemone (Anemone trullifolia Hook. f. & Thomson): Die etwa drei Varietäten kommen in Bhutan, Nepal, Sikkim, im südlichen Tibet und in den chinesischen Provinzen südwestliches Gansu, südliches Qinghai, südliches Sichuan sowie nordwestliches Yunnan vor. → Anemonastrum trullifolium (Hook. f. & Thomson) Mosyakin - Weinblättrige Anemone (Anemone vitifolia Buch.-Ham. ex DC.): Sie kommt vor in lichten Wäldern, in Grasfluren, an Flussufern in Höhenlagen von 1200 bis 2700 Metern in Bhutan, Nepal, Sikkim, nördlichen Myanmar, Tibet und in den chinesischen Provinzen Sichuan sowie Yunnan. → Eriocapitella vitifolia (Buch.-Ham. ex DC.) Nakai Die Gattung Anemoclema (Franch.) W.T.Wang gehört zur Untertribus Clematidinae und enthält nur eine Art: - Fiederblättrige Anemone (Anemone glaucifolia Franch.): Sie gedeiht in Wäldern und Grasfluren in Höhenlagen von 1700 bis 3000 Metern in den chinesischen Provinzen südwestliches Sichuan sowie nordwestliches Yunnan. → Anemoclema glaucifolium (Franch.) W.T.Wang |

## Nutzung
Von einigen Anemone-Arten wurden die medizinischen Wirkungen untersucht.
Viele Arten der Gattung Anemone und ihre Sorten werden in den gemäßigten Gebieten werden in Parks und Gärten als Zierpflanzen verwendet. Die wichtigsten Arten darunter sind die Garten-Anemone (Anemone coronaria) und das Balkan-Windröschen auch Strahlen-Anemone genannt (Anemone blanda). Es gibt im Herbst und im Frühling blühende Arten.

## Weiterführende Literatur
- Friedrich Ehrendorfer, Rosabelle Samuel: Contributions to a molecular phylogeny and systematics of Anemone and related genera (Ranunculaceae – Anemoninae). In: Acta Phytotaxonomica Sinica, Volume 39, 2001, S. 293–307.
- Friedrich Ehrendorfer, S. N. Ziman, C. König, C. S. Keener, B. E. Dutton, O. N. Tsarenko, E. V. Bulakh, M. Boscaiu, F. Médial, A. Kästner: Taxonomic revision, phylogenetics and transcontinental distribution of Anemone section Anemone (Ranunculaceae). In: Botanical Journal of the Linnean Society, Volume 160, 2009, S. 312–354.
- Kyle M. Meyer, Sara B. Hoot, Mary T. Kalin Arroyo: Phylogenetic Affinities of South American Anemone (Ranunculaceae), including the Endemic Segregate Genera, Barneoudia and Oreithales. In: International Journal of Plant Sciences, Volume 171, Issue 3, 2010, S. 323–331. doi:10.1086/650153
- Svetlana Ziman, Elena Bulakh, Olga Tsarenko: Anemone L. (Ranunculaceae): comparative morphology and taxonomy of the species from the Balkan flora. In: Botanica Serbica, Volume 35, Issue 2, 2011, S. 87–97. Volltext-PDF.
- S. M. Ziman, Y. Kadota, Olena V. Bulakh: Comparative-morphological approaches to the taxonomy of the genus Anemone L. (Ranunculaceae). In: Ukrainian Botanical Journal, Volume 70, April 2013. doi:10.15407/ukrbotj70.02.152
- John C. Manning, Peter Goldblatt: A taxonomic review of the dry-fruited species of Anemone (Ranunculaceae) in southern Africa. In: Bothalia – a Journal of Botanical Research, Volume 43, 2013, S. 1–13.
- N. Jiang, Z. Zhou, K.-Y. Guan, W.-B. Yu: Nomenclatural transfer of Chinese Pulsatilla to Anemone (Ranunculaceae). In: Nordic Journal of Botany, Volume 33, 2015, S. 469–471. doi:10.1111/njb.00700
- Balkrishna Ghimire, Dong Chan Son, Dabin Yum, Jae Kim, Mi-Jin Jeong: Achene morphology and pericarp anatomy of Anemone, Hepatica and Pulsatilla (Anemoninae, Ranunculaceae). In: Research Square, Mai 2020. doi:10.21203/rs.3.rs-32226/v1